# Albert Hubo
Albert Hubo é um robô humanóide baseado no robô HUBO com a face de Albert Einstein. É o primeiro robô que une a capacidade de locomoção humana e a capacidade de expressão facial. A Hanson Robotics, afirma que isso foi possível graças ao material empregado, o Frubber, pois é necessário bem menos força e energia para modelar o material e criar as expressões (aproximadamente 1/20 da força necessária para materiais utilizados normalmente). O Hubo utiliza tão pouca energia para realizar suas expressões faciais que poderia funcionar atê com pilhas AA. 

## Características
- Altura: 1.37 m
- Peso: 57 Kg
- SO: Windows XP